# Grzbiet Kokosowy
Grzbiet Kokosowy (ang. Cocos Ridge) – grzbiet podmorski położony we wschodniej części Oceanu Spokojnego, w obrębie płyty kokosowej, ciągnący się od węzła potrójnego, gdzie stykają się płyta Nazca, płyta kokosowa i płyta pacyficzna do wybrzeży Ameryki Środkowej.

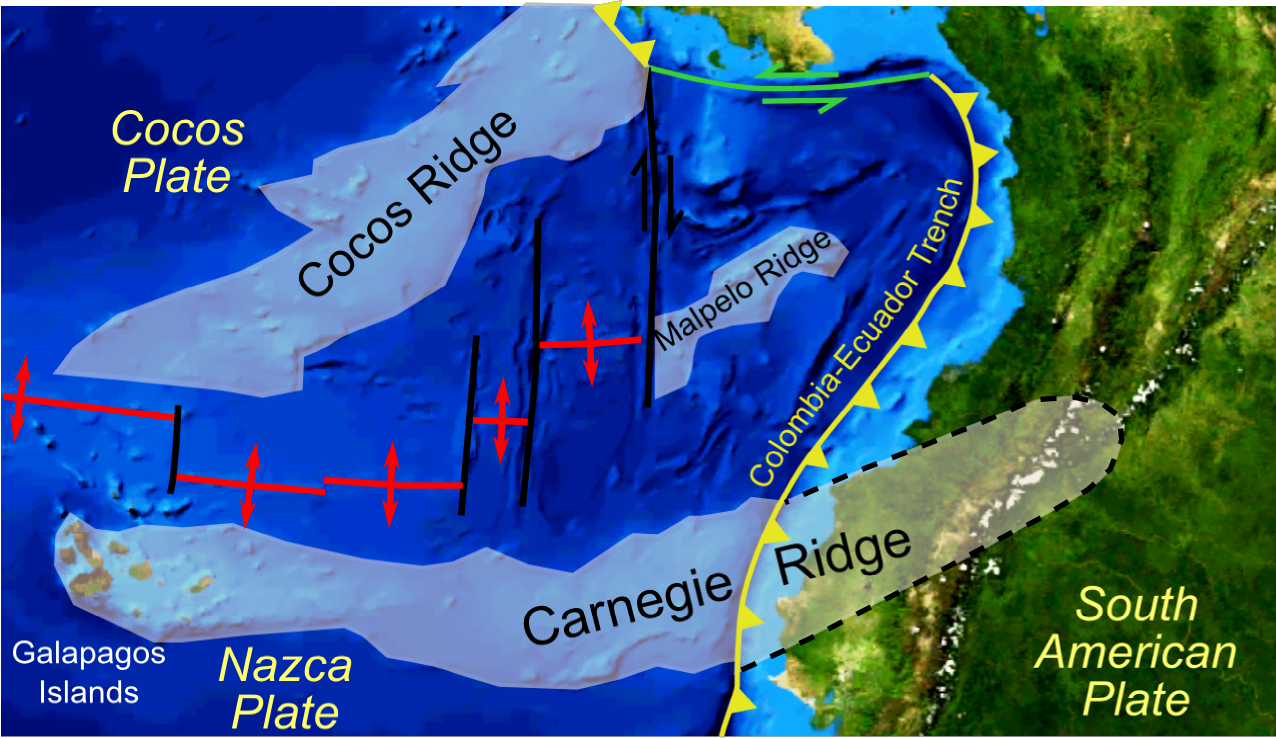
Zarys dwóch asejsmicznych grzbietów podmorskich na północny zachód od kontynentu Ameryki Południowej, według Gutcher et al., 1999

Tak naprawdę nie wiadomo, z jakich skał jest zbudowany Grzbiet Kokosowy, czy ze skał wulkanicznych, powstałych w wyniku przesuwania się płyty oceanicznej ponad tzw. plamą gorąca, czy też ze skał magmowych i metamorficznych i jest fragmentem skorupy kontynentalnej.